# Latexallergie
Latexallergie ist eine Soforttyp-Allergie gegen Naturkautschuk mit einer wachsenden Anzahl betroffener Menschen.

## Auslöser
Auslöser der Allergie ist Naturlatex, das in zahlreichen Produkten verarbeitet wird.
Auch die als Zimmerpflanze weit verbreitete Birkenfeige (Ficus benjamina) ist bei vielen Latexallergikern ein Auslöser allergischer Reaktionen im Sinne einer Kreuzallergie. Auch in anderen Pflanzen findet sich Naturlatex (= Naturkautschuk), zu nennen sind sukkulente Euphorbien, der sogenannte „Weihnachtsstern“ und Maniok. Das Immunsystem kann auch auf ähnliche Stoffe reagieren (Kreuzallergie). So kann ein Latexallergiker z. B. auch auf Kiwis, Banane, Avocado, Walnuss und Esskastanie allergisch reagieren. Dieses heißt allgemein orales Allergiesyndrom. Speziell bei Latex handelt es sich um ein Latex-Frucht-Syndrom.
Die allergischen Reaktionen werden größtenteils durch Hautkontakt ausgelöst, wodurch Kontaktekzeme entstehen können. Reaktionen wurden aber auch bei Inhalationen beobachtet.
Es gibt Berichte über das Auftreten von Anaphylaxie nach der Gabe von Oxytocin an Frauen mit Latexallergie. Aufgrund der bestehenden strukturellen Homologie zwischen Oxytocin und Latex kann die Latexallergie/unverträglichkeit ein wichtiger prädisponierender  Risikofaktor für Anaphylaxie nach der Gabe von Oxytocin sein.

## Symptome
Der Schweregrad der Anaphylaxie (allergischen Reaktion) kann von leichten Juckreizen und Hautrötungen bis hin zu schweren anaphylaktischen Schockzuständen reichen, die selten auch zum Tode führen können.

## Diagnose
Zunächst steht eine entsprechende Anamnese im Vordergrund. Verdachtsmomente sind etwa Arbeit im medizinischen oder pflegerischen Bereich oder in der Gummi-verarbeitenden Industrie. Missempfindungen beim Tragen von Gummihandschuhen oder beim Geschlechtsverkehr mit Kondomen sind ebenso ein Indiz.
Danach folgen Haut- und Bluttests. Latex-Pricktests sind derzeit kommerziell nicht mehr erhältlich und höchstens noch in allergologischen Fachkliniken vorrätig. Dabei träufelt der Arzt oder die Ärztin eine Allergenlösung auf und ritzt die Haut am Unterarm mehrmals leicht an. Ein Bluttest kann die Diagnose erhärten.
Um die Ergebnisse des Bluttests zu untermauern, kann der Arzt oder die Ärztin einen Provokationstest durchführen. Betroffene mit Nesselsucht (Urtikaria) tragen etwa 20 Minuten lang einen Latexhandschuh. Alternativ kann, wenn das Symptom ein allergischer Schnupfen ist, eine Latexlösung auf die Nasenschleimhaut aufgebracht werden. Auch bei Asthma ist unter bestimmten Umständen ein Provokationstest an der Lungenschleimhaut möglich. Ist das Symptom ein Kontaktekzem, schließt sich oft ein Epikutantest an.
Da bei all diesen Tests in seltenen Fällen auch schwerere Reaktionen vorkommen können, finden sie nur unter strenger ärztlicher Überwachung statt. Sobald sich Symptome bemerkbar machen, wird der Handschuh oder die Latexlösung schnellstmöglich wieder entfernt. Die Diagnose „Latexallergie“ gilt dann als gesichert.

## Risikogruppen
Besonders in der latexverarbeitenden Industrie und im medizinischen Bereich, in dem z. B. Latexhandschuhe als Operationshandschuh verwendet werden, finden sich vermehrt Latexallergiker (5 bis 17 %). Präventionskonzepte zur Verhütung latexbedingter Gesundheitsschäden wurden von den gewerblichen Berufsgenossenschaften und mehreren Allergie-Arbeitsgruppen erstellt und haben zum Rückgang der beruflich bedingten Belastungen von Beschäftigten im Gesundheitswesen geführt. Auch Menschen mit Spina bifida, atopischen Erkrankungen (z. B. Neurodermitis, Asthma bronchiale allergicum) oder angeborenen Urogenitalanomalien sind überdurchschnittlich häufig allergisch auf Latex.
Bei Verdacht auf das Vorliegen einer Kontrastmittelallergie können in einzelnen Fällen auch andere Allergien inkl. gegenüber Latex zugrunde liegen.